# Brevaxina
Brevaxina es un género de foraminífero bentónico de la subfamilia Misellininae, de la familia Verbeekinidae, de la superfamilia Fusulinoidea, del suborden Fusulinina y del orden Fusulinida. Su especie tipo es Doliolina compressa. Su rango cronoestratigráfico abarca desde el Sakmariense (Pérmico inferior) hasta el Kazaniense (Pérmico superior).

## Discusión
Clasificaciones más recientes incluyen Brevaxina en la superfamilia Neoschwagerinoidea, y en la subclase Fusulinana de la clase Fusulinata.

## Clasificación
Brevaxina incluye a las siguientes especies:
- Brevaxina borealis †
- Brevaxina compressa †
- Brevaxina connivens †
- Brevaxina globlaria †
- Brevaxina hataii †
- Brevaxina parva †
- Brevaxina sinensis †
- Brevaxina zhongzanica †

Otra especie considerada en Brevaxina es:
- Brevaxina lingloensis †, de posición genérica incierta